# Villasabariego (León)
Villasabariego es un municipio y lugar español de la provincia de León, en la comunidad autónoma de Castilla y León. Cuenta con una población de 1148 habitantes (INE 2024).

## Geografía
Está integrado en la comarca de Valle de Eslonza, situándose a 17 kilómetros de la capital provincial. El término municipal está atravesado por la carretera N-601 en el pK 315 así como por la autovía A-60.
El relieve está caracterizado por las tierras horadadas por el río Eslonza (o río Moro), que desemboca en el río Porma en la pedanía de Villarente. Las tierras circundantes situadas entre el río Porma (al norte) y el río Esla (al sur) completan el relieve del municipio, con una altitud que oscila entre los 950 metros y los 795 metros en la ribera de los ríos Porma y Esla. El núcleo urbano se alza a 882 metros sobre el nivel del mar.
| Noroeste: Valdefresno   | Norte: Vegas del Condado   | Noreste: Gradefes              |
| Oeste: Villaturiel      |                            | Este: Valdepolo                |
| Suroeste Mansilla Mayor | Sur: Mansilla de las Mulas | Sureste: Mansilla de las Mulas |

## Demografía
Cuenta con una población de 1148 habitantes (INE 2024).
| Gráfica de evolución demográfica de Villasabariego entre 1842 y 2021 |
| |
| Población de derecho según los censos de población del INE. Población de hecho según los censos de población del INE. En 1857 disminuye el término del municipio porque independiza a Mansilla Mayor y Villafañe. En 1877 crece el término del municipio porque incorpora a Villafañe. |

## Símbolos
- Escudo de azur, un puente de plata de dos ojos puesto sobre ondas de plata y azur, surmontado de una venera y de una columna de fuste roto, ambas de oro. Bordura de oro, cargada con una cadena de sable con once engarces. Al timbre corona real española.
- Bandera cuadrada, de proporciones 1:1, cuartelada en aspa, de color rojo los triángulos superior e inferior y amarillos los laterales; brochante al centro el escudo de armas municipal en sus colores.

## Patrimonio
En este municipio cabe destacar el retablo de la iglesia de Villabúrbula, el Camino de Santiago, las cuevas emeritorias, las iglesias, esculturas y pilas bautismales románicas de los pueblos y la ciudad asturromana de Lancia.